# 페이오니아
페이오니아(Payoneer)는 미국에 본사를 둔 금융 서비스 회사로 국제 온라인 송금 및 원활한 결제 환경을 지원하고 있다.
| 유형        | 사기업                                                                                      |
| 설립        | 2005                                                                                        |
| 본사        | 미국, 뉴욕                                                                                  |
| 주요 임원진 | - Yuval Tal(Founder & President) - Scott Galit(CEO) - Keren Levy(COO) - Michael Levine(CFO) |
| 서비스      | Online payment, International money transfer                                                |
| 매출        | $300 Million(2019)                                                                          |
| 직원 수     | 1,395 (2019)                                                                                |
| 사이트      | www.payoneer.com                                                                            |

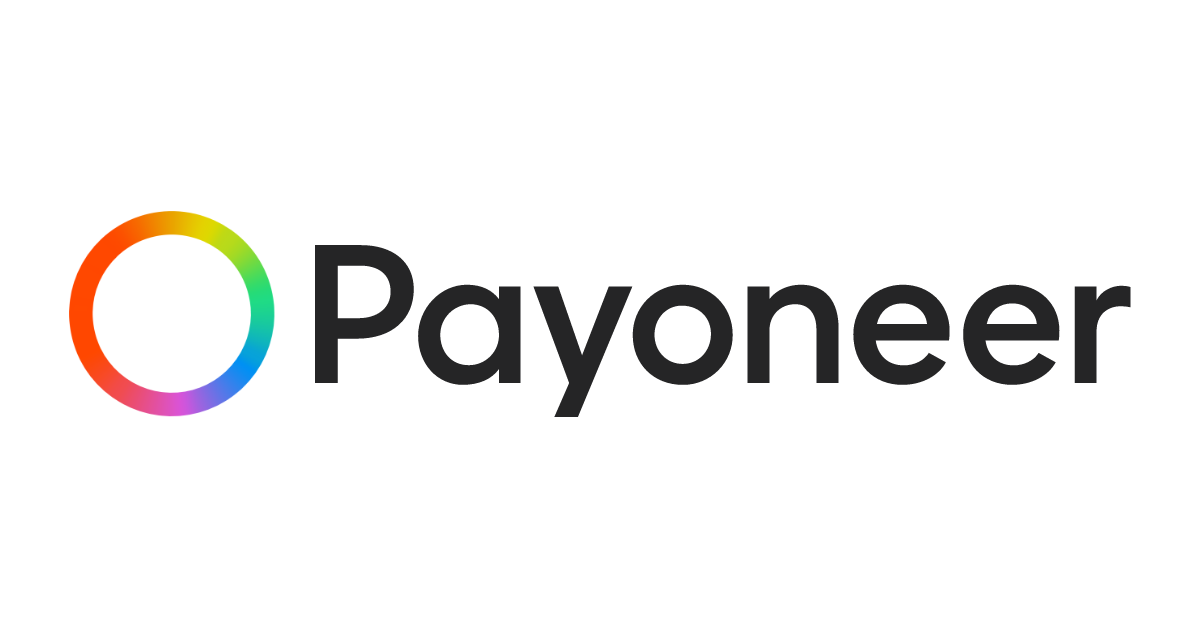
페이오니아

디지털 플랫폼을 통해 200여 곳의 국가 및 지역에 있는 수백 개의 비즈니스, 마켓플레이스 그리고 기업가들의 글로벌 상거래를 간소화할 수 있는 토탈 디지털 금융 솔루션을 제공한다.

## 주요 사업 내용
페이오니아 계정 소유자는 은행 계좌 또는 온라인에서 사용 가능한 충전식 선불 마스터카드 직불카드로 자금을 송금하고 받을 수 있다.
페이오니아는 국경을 초월한 B2B 대금 수취/송금 관련 토탈 금융 솔루션 서비스를 전문적으로 제공하는 기업이다. 200개국과 영토 그리고 150개 이상의 지역 통화를 기반으로 국경 간 거래와 국경 간 송금, 온라인 결제 등의 다양한 서비스를 제공한다. 에어비앤비, 아마존, 구글, 업워크와 같은 회사들은 전세계에 대량의 지불 금액을 보내기 위해 페이오니아를 사용한다. 라쿠텐, 월마트, Wish.com, 프리랜서 마켓플레이스인 Fiverr, Envato, Patreon 등 eCommerce 마켓플레이스에서도 사용되며, 광고 네트워크와 연동하여 본사 이외의 지역에 기반을 둔 퍼블리셔를 연결한다. 콘텐츠 제작 공간에서 페이오니아는 프리랜서 마켓뿐만 아니라 게티 이미지스 아이스톡 폰드5, 등과 함께 작업한다.  페이오니아는 70개 언어로 400만명의 고객을 지원하는 320명의 고객관리팀을 두고 150개의 통화를 사용한다.[24] 2019년 10월에 국내 중소기업을 대상으로 전 세계 어디로든 빠르고 저렴하게 결제할 수 있는 서비스를 시작했다.

## 회사
뉴욕에 본사를 두고 있다. 2020년 현재 약 1,500명의 직원을 고용중이며, 전 세계 21개 지사에서 400만 명이상의 고객을 보유하고 있다.  2019년 기준, 10억 달러 이상의 기업 가치를 지닌것으로 평가된다. 유럽 단일시장 내에서 합법적으로 돈을 송금하기 위해 지브롤터 금융위원회에 등록되어 있다.

## 주요 임원진
- 유발 탈 Yuval Tal: 설립자 겸 사장[22]
- 스콧 갤릿 Scott Galit: CEO[23]
- 캐런 레비 Keren Levy: 최고운영책임자[24]
- 마이클 레빈 Michael Levine: CFO[25]

## 연혁
페이오니아는 2005년 설립자 및 당시 최고경영자(CEO)였던 유발 탈 등 개인투자자들로부터 200만 달러의 최초 펀딩을 받아 설립되었다. 83 노스(그레이락 이스라엘) [10]은 2007년에 추가로 400만 달러의 투자를 주도했으며, 카멜 벤처스, 크로스바 캐피털, 핑안, 웰링턴 매니지먼트, 수스크한나 성장 에쿼티, Nyca 파트너스등 투자자들과 함께 이끌었다.
페이오니아는 2005년 이후 투자자들로부터 2억6500만 달러 이상을 투자 받았다. .
2016년 3월, 신용카드와 신용장을 사용할 수 없는B2B 자금 거래 시장을 해결하기 위해 인터넷 에스크로 회사인 아머 페이먼트(Armor Payments)를 인수했다.
또한 중남미 전자상거래 사이트 리니오와 협력하기 시작했다. 2016년 8월, 대량 지급에 자동화된 세금 양식 제공 서비스를 추가했다. 2016년 10월 테크놀로지 크로스오버 벤처스로부터 1억8000만 달러를 투자를 유치하여 총 자금 규모는 2억3400만 달러에 달했다. 2017년에는 중국의 브로드밴드 캐피털(CBC)이 페이오니아에 투자했다. 2017년과 2018년에 CNBC의 거침없는 성장을 기록한 올해의 기업 순위에서 각각 40위, 13위에 이름을 올렸다.
2018년, 이스라엘의 최고 경제학자였던 요엘 나베가 입사해 페이오니아의 워킹캐피탈 분사를 이끌었다. 페이오니아는 미국의 전자상거래 판매자들, 특히 아마존과 월마트와 같은 인터넷 플랫폼에서 판매하는 상인들이 즉시 영업 자본에 접근할 수 있도록 하는 자본 선진화 서비스를 2019년 중반에 확대했다.
2019년 페이오니아는 글로벌 결제 활성화의 일환으로 프리랜싱 플랫폼 탑탈과 파트너십을 맺어 사업주와 재택근무, 원거리, 비대면 근로자 간 임금 이동이 보다 효율적으로 이루어질 수 있도록 했다. 페이오니아는 또한 EEU의 고객들을 대상으로 하는 전자화폐 서비스 기관으로 아일랜드 중앙은행으로부터 허가를 받았다. 2019년 페이오니아는 FT파트너스를 고용해 회사 확장과 추가 사모펀딩이 원활히 이뤄질 수 있도록 도왔다. 2019년 12월 페이오니아는 독일 결제 플랫폼인 옵타일을 인수했다. 이번 인수를 통해 페이오니아는 초기에 제공해온 B2B 서비스 외에 가맹점 서비스와 소비자 지불 허용 서비스를 제공할 수 있게 되었다. 대니얼 스메즈는 옵티머를 설립, 운영하고 있으며 75명의 직원들은 현재 독일 뮌헨의 본사를 기반으로 한 독립된 단체로 계속 활동하면서 페이오니아에서도 근무하게 된다. 한편 회사는 2020년 2월 포브스가 발표한 가장 혁신적인 핀테크 기업 50위 (The Most Innovative Fintech Companies in 2020) 에 선정되었다.

## 한국내 사업
한국의 온라인 B2B 마켓플레이스인 EC21과 제휴했다. 2017년 SaaS 제공자를 위한 통합 결제 API를 출시하여 국경을 초월한 B2B 결제를 클라우드 플랫폼으로 연결했다. 2018년에 서울 사무실을 설립하였다.

## 해외 사업

### 동남아시아
2015년 이후 세계에서 가장 강력한 긱 경제 강국 중 하나인 동남아 지역의 수익이 크게 늘었다. 베트남에서는 907%, 태국에서는 789%, 인도네시아에서는 736%, 말레이시아에서는 407% 성장했다.

### 중국
중국에 진출해 있으며, 2017년에는 라트비아 전자상거래 플랫폼 줌 Joom 의 중국 전자상거래 독점 파트너 겸 결제 서비스 제공업체였다.

### 일본
2016년 일본에 사무실을 설립했다. 일본계 전자상거래 대기업인 라쿠텐과 제휴하여 미국 사이트인 Rakuten.com을 미국 이외의 벤더에 개방하는 것을 목표로 하였다.

### 파키스탄
파키스탄은 세계에서 4번째로 큰 프리랜서 서비스를 제공하는 국가이며 페이오니아는 MCB, 스탠다드 차타드, 파이잘 은행과 함께 파키스탄에서 운영되고 있다. 계좌가 확인돼 페이오니아에 등록되면 이용자들은 페이오니아를 지원하는 글로벌 웹사이트에서 페이오니아 결제 옵션을 다른 송금 플랫폼과 함께 선택해 결제받을 수 있다.

### 인도
RBI에 의해 시행된 특정 지시로 인해 인도준비은행이 2011년 인도 시장에서 서비스를 종료했다. IndusInd Bank와의 제휴를 거쳐 2016년 중앙은행의 승인을 받고 난 후 인도 시장에 재진입했다. 특별 신고 시스템과 현지 법규를 준수하는 자금 이동 한도가 있는 인도 시장을 위해 맞춤형 상품을 출시했다. 페이오니아는 인도 최초의 디지털 결제 플랫폼으로 고객에게 FIRC(외국인 내부 송금 인증서)를 디지털 방식으로 제공하여 필요한 비즈니스 프로세스를 단순화했다.

### 기타
그 외 영국 및 우크라이나에 지사가 설립되었다.